# Сарбай (Саракташский район)
Сарбай — упразднённый хутор в Саракташском районе Оренбургской области. На момент упразднения входил в состав сельского поселения Надеждинский сельсовет. Исключён из учётных данных в 2000 году.

## География
Располагался на левом берегу реки Чебенька, на расстоянии, примерно, 2 километров к северо-востоку от села Надеждинка.

## История
По данным на 1939 год хутор входил в состав Надеждинского сельсовета Гавриловского района Чкаловской области. На хуторе действовал колхоз «Заря». Позже являлся отделением колхоза "«Путь к коммунизму».
Постановление Законодательного Собрания Оренбургской области от 19 июля 2000 года деревня исключена из учётных данных.